# دودلي بيركنز
دودلي بيركنز (بالإنجليزية: Dudley Perkins)‏ هو شخصية أعمال أمريكي، ولد في 19 مايو 1893، وتوفي في 26 فبراير 1978.